# Skrumpelever
Skrumpelever eller levercirrose (lægelatin: cirrhosis hepatis af gr. cirrhosis, ujævn og hepar, lever) er en følge af en kronisk leversygdom hvorved væv i leveren er erstattet af arvæv og knuder, der gør at leveren gradvist holder op med at virke. Årsagen til skrumpelever er oftest alkoholisme eller Hepatitis C, men der er også andre mulige årsager.
Skrumpelever er egentlig en misvisende betegnelse, da leveren vokser i størrelse. Det skyldes tilvækst af fedtvæv, mens det funktionelle væv i leveren svinder ind. Det er årsagen til betegnelsen.

## Symptomer
Levercirrose er kendetegnet ved tilstedeværelsen af et eller flere cirrosestigmata:
- Spider nævi – små, fremtrædende blodårer, typisk på ryg og bryst/mave.
- Palmar erythem – en rødme, der er begrænset til patientens håndflader.
- Laklæber og icterisk cirrose-teint – patientens læber bliver skinnende at se på, næsten lakerede. Især ansigtshuden får et gulligt skær.
- Splenomegali – forstørrelse af milten. Skyldes portal hypertension.
- Ascites – moderate til store væskeansamlinger i bughulen, der udspiler den.
- Dyskrinitet – forrykkelse af kroppens hormonbalance. Mænd kan opleve testesatrofi, hvor testiklerne skrumper ind, eller de kan udvikle bryster (gynækomasti).
- Caput medusae – en synlig forstørrelse af blodårerne omkring navlen.
- Nedsat kropsbehåring.

### Ascites
Ascites (væskesamling i bughulen) er den mest almindelige komplikation i forbindelse med skrumpelever og kan give dårlig livskvalitet og øget risiko for infektioner. Andre potentielt livstruende komplikationer er leverkoma (der er den komplikation til skrumpelever, der i størst grad medfører forringelse af patientens livskvalitet) og blødning fra spiserøret. En skrumpelever kan ikke blive normal igen, og behandling af skrumpelever fokuserer derfor på at forhindre, at leveren bliver dårligere samt behandling af følgesygdomme. Ved meget fremskredent stadium af skrumpelever er levertransplantation eneste mulighed.

## Diagnose
Hos nogle patienter er symptomerne så tydelige, at man ikke er i tvivl om at det er cirrose. Men diagnosen kan kun stilles med sikkerhed ved at tage en vævsprøve fra leveren, som undersøges i mikroskop.
Ved histologisk undersøgelse af biopsipræparatet ses karakteristiske forandringer, der afspejler sygdomsforløbets forskellige stadier. Før udviklingen af egentlig cirrose vil der som regel være en fase med steatose (fedtlever, også kendt som "borgmesterlever"). Ved Steatose ses der store fedtdråber i parenkymcellernes cytoplasma. I nogle celler vil fedtdråberne fylde så meget, at cellen brister. Hvorved fedtet ligger sig som klumper mellem cellerne og tiltrækker makrofager, som lægger sig rundt om klumpen.
Ved cirrose vil der, udover steatose, også ses inflammation og fibrose af lobuli. Fibrosen starter i parenkymcellerne inde
omkring den centrale vene i lubolus og stråler ud mod portalrummene. Fibrosen vil sent i sygdomsforløbet have udviklet sig til knuder af arvæv . 

## Prognose
10-års dødeligheden anslås til 34-66%, afhængigt af årsagen til cirrhosen; hvoraf alkoholisk cirrhose har en værre prognose end fx cirrhose forårsaget af leverbetændelse eller galdevejssygdom .
Hos alkoholikere med levercirrhose har alkoholafvænning vist sig at forbedre prognosen væsentligt, uanset hvor svær sygdommen er. Ved total afholdenhed eller reduktion til ca. 1 genstand alkohol dagligt var risikoen for at dø inden for fem år 3.1 gange mindre (CI95% 1.5-6.4, P=0.002) .